# 합정역
합정역(Habjeong Station, 合井驛)은 서울특별시 마포구 서교동과 합정동에 있는 서울 지하철 2호선과 서울 지하철 6호선의 환승역이다. 역명은 과거 조개우물이 있어서 붙여진 동명 합정에서 유래된 것이다. 인근에 세아타워가 있어서 부역명이 세아타워이며, 변경 전 부역명의 명칭은 홀트아동복지회였다. 서울 지하철 2호선은 이 역부터 왕십리역까지 지하 구간이다.

## 역사
- 1983년 6월 30일 : 합정역으로 역명 결정[2]
- 1984년 5월 22일: 서울 지하철 2호선 서울대입구(관악구청)~을지로입구 구간 개통과 함께 영업 개시 (출구 6개)
- 1990년대 중반: 구 1번 출구, 구 6번 출구 (합정로터리 방면), 6호선 공사로 인해 폐쇄
- 1997년 1월 1일: 2호선 역사 폐쇄, 1차 영업 일시 정지 (역내 회차선 설치 공사)
- 1997년 2월 15일: 회차선 완공, 영업 재개
- 1999년 9월 1일: 역사 폐쇄, 2차 영업 일시 정지 (역내 회차선 철거 공사)
- 1999년 11월 16일: 당산철교 재시공 완료로 영업 재개
- 1999년 11월 22일: 당산철교 재개통, 당산역 - 합정역 구간 운행 재개
- 2000년 12월 15일: 서울 지하철 6호선 개통으로 환승역이 됨, 출구 9개로 확장
- 2006년 6월 16일: 2호선 역사 스크린도어 설치
- 2021년 3월 31일: 합정역 중앙차선 철거한 다음 스마트쉘터 설치 공사
- 2021년 8월 29일: 스마트쉘터 완공
- 2021년 8월 30일~9월 1일: 시운전에 들어감.
- 2021년 9월 2일: 정식으로 개통
- 2022년 3월 1일: 서울 지하철 6호선 합정역과  동일한 합정(홀트아동복지회)역으로 역명 교체예정
- 2023년 4월: 부기역명을 홀트아동복지회 계약만료로 세아타워로 변경

## 역 구조
두 노선 모두 2면 2선의 상대식 승강장이며, 스크린도어가 설치되어 있다. 출구는 총 10개이다. 2호선은 직선 승강장, 6호선은 곡선 승강장이며, 6호선 승강장은 곡선으로 많이 휘었기 때문에 승강장과 열차 사이의 단차가 있으므로 승하차시 조심해야 한다.
2호선 양쪽 방향 승강장과 6호선 지하 3층을 잇는 환승 통로가 있다. 2호선 당산역 방면 끝에 있는 내림 계단과 6호선 승강장 중앙에 있는 오름 계단을 통해 환승할 수 있다. 2호선과 6호선의 환승은 서로 계단 두 개만 거치면 환승할 수 있으며, 그 길이도 짧은 편이라 환승은 신당역에 비해 비교적 편리하다.

#### 2호선 승강장
| 당산 ↑     |
| \| 외      |
| ↓ 홍대입구 |

| 내선 | ● 서울 지하철 2호선 | 홍대입구 · 신촌 · 시청 · 신당 방면     |
| 외선 | ● 서울 지하철 2호선 | 당산 · 영등포구청 · 신도림 · 강남 방면 |

#### 6호선 승강장
| 망원 ↑ |
| \| 상  |
| ↓ 상수 |

| 상행 | ● 서울 지하철 6호선 | 망원 · 마포구청 · 월드컵경기장 · 디지털미디어시티 · 응암 방면   |
| 하행 | ● 서울 지하철 6호선 | 상수 · 효창공원앞 · 삼각지 · 동묘앞 · 석계 · 봉화산 · 신내 방면 |

## 역 주변

### 1번 출구
- 서교동

### 2번 출구
- 양화로

### 3번 출구
- 서교치안센터
- 극동방송
- 서울특별시늘푸른여성지원센터

### 4번 출구
- 서교119안전센터
- 서교동우체국

### 5번 출구
- 서교119안전센터
- 서교동우체국

### 6번 출구
- 독막로
- 상수동 방면
- 서울특별시늘푸른여성지원센터
- 합정 생고기 김치찌개

### 7번 출구
- 합정동
- 합정치안센터
- 성산중학교
- 절두산순교박물관
- 양화진외국인선교사묘원

### 8번 출구
- 양화대교
- 선유도공원
- 마포구건강가정지원센터

마포한강푸르지오 연결통로 
- 합정동주민센터
- 서울성산초등학교
- 마포한강푸르지오

### 9번 출구
- 영진시장
- 메세나폴리스

### 10번 출구
- 서교동

## 이용객 변동
6호선의 2000년 자료는 개통일인 2000년 12월 15일부터 12월 31일까지 총 17일간의 집계를 반영한 것이다.
| 노선  | 노선   | 일평균 인원수 (명/일) | 일평균 인원수 (명/일) | 일평균 인원수 (명/일) | 일평균 인원수 (명/일) | 일평균 인원수 (명/일) | 일평균 인원수 (명/일) | 일평균 인원수 (명/일) | 일평균 인원수 (명/일) | 일평균 인원수 (명/일) | 일평균 인원수 (명/일) | 각주  |
| 노선  | 노선   | 2000년                | 2001년                | 2002년                | 2003년                | 2004년                | 2005년                | 2006년                | 2007년                | 2008년                | 2009년                | 각주  |
| ----- | ------ | --------------------- | --------------------- | --------------------- | --------------------- | --------------------- | --------------------- | --------------------- | --------------------- | --------------------- | --------------------- | ----- |
| 2호선 | 승차   | 19,788                | 17,719                | 19,480                | 20,573                | 21,500                | 23,358                | 25,034                | 26,192                | 26,908                | 27,106                | [ 3 ] |
| 2호선 | 하차   | 17,600                | 15,109                | 16,410                | 17,716                | 18,776                | 20,557                | 21,678                | 22,807                | 24,181                | 24,195                | [ 3 ] |
| 2호선 | 승하차 | 37,389                | 32,828                | 35,890                | 38,289                | 40,276                | 43,915                | 46,712                | 48,999                | 51,089                | 51,301                | [ 3 ] |
| 6호선 | 승차   | 2,477                 | 3,514                 | 4,286                 | 4,937                 | 5,585                 | 5,657                 | 5,443                 | 5,434                 | 5,603                 | 7,098                 | [ 4 ] |
| 6호선 | 하차   | 2,121                 | 3,339                 | 4,110                 | 4,656                 | 4,995                 | 5,322                 | 5,457                 | 5,450                 | 5,564                 | 6,768                 | [ 4 ] |
| 6호선 | 승하차 | 4,598                 | 6,853                 | 8,396                 | 9,593                 | 10,581                | 10,979                | 10,899                | 10,884                | 11,167                | 13,866                | [ 4 ] |
| 노선  | 노선   | 2010년                | 2011년                | 2012년                | 2013년                | 2014년                | 2015년                | 2016년                | 2017년                | 2018년                |                       |       |
| 2호선 | 승차   | 24,770                | 26,113                | 27,503                | 31,115                | 35,308                | 34,348                | 33,355                | 32,908                | 33,048                |                       |       |
| 2호선 | 하차   | 23,947                | 25,195                | 26,677                | 31,144                | 34,605                | 34,567                | 34,692                | 35,195                | 35,760                |                       |       |
| 2호선 | 승하차 | 48,717                | 51,308                | 54,180                | 62,259                | 69,913                | 68,915                | 68,047                | 68,103                | 68,808                |                       |       |
| 6호선 | 승차   | 10,048                | 9,994                 | 10,267                | 12,095                | 12,257                | 12,526                | 13,524                | 14,591                | 15,867                |                       |       |
| 6호선 | 하차   | 8,039                 | 8,443                 | 9,177                 | 11,016                | 12,214                | 12,373                | 12,648                | 13,501                | 13,988                |                       |       |
| 6호선 | 승하차 | 18,087                | 18,437                | 19,444                | 23,111                | 24,471                | 24,899                | 26,172                | 28,092                | 29,855                |                       |       |

## 인접한 역
| 서울 지하철 2호선 을지로순환선 | 서울 지하철 2호선 을지로순환선 | 서울 지하철 2호선 을지로순환선 |
| ------------------------------ | ------------------------------ | ------------------------------ |
| 237 당 산 외선 순환            | ● 서울 지하철 2호선            | 239 홍대입구 내선 순환         |
| 서울 지하철 6호선              |                                |                                |
| 621 망 원 응 암 순환           | ● 서울 지하철 6호선            | 623 상 수 신 내 방면           |

## 갤러리

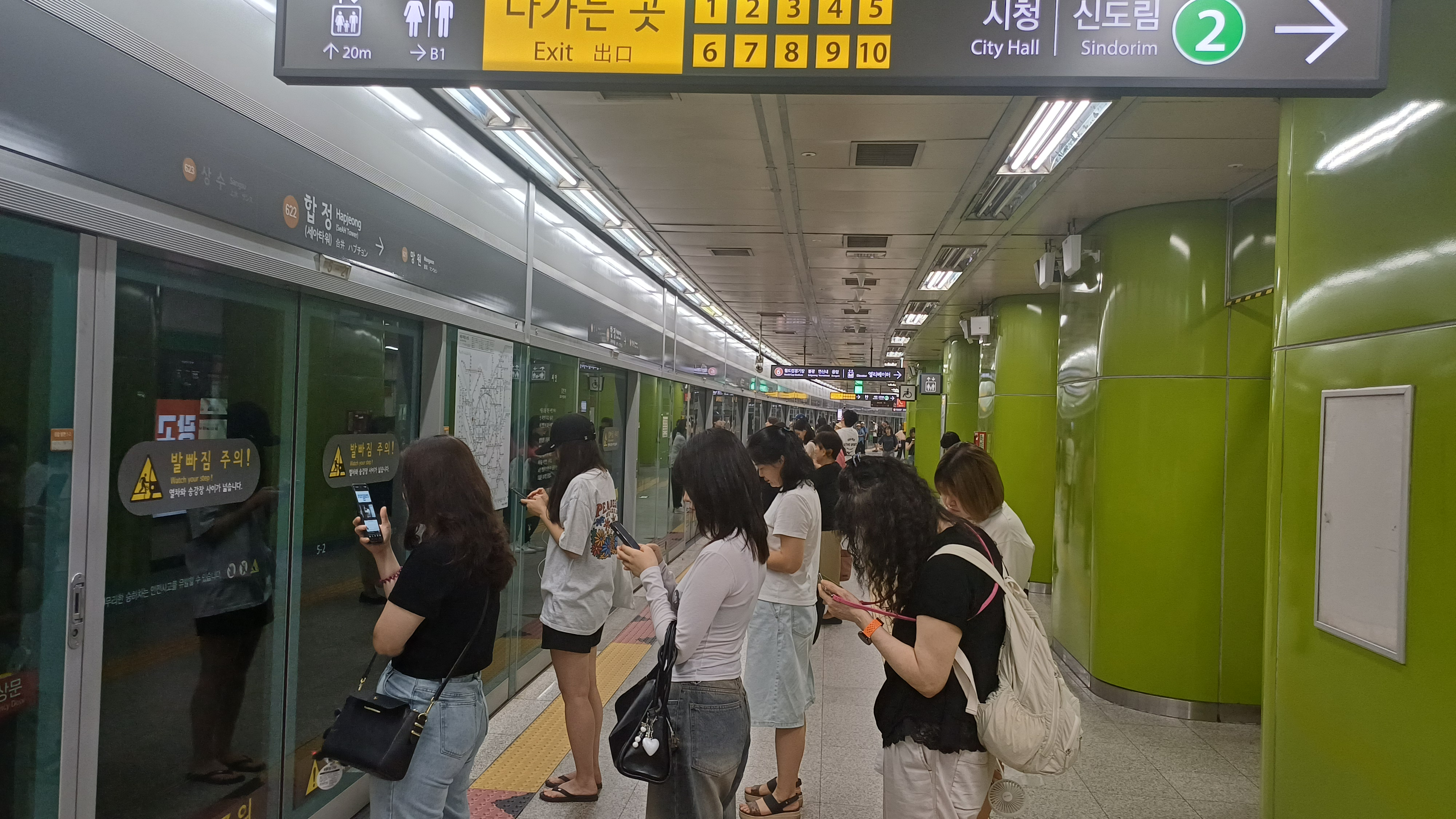
6호선 승강장
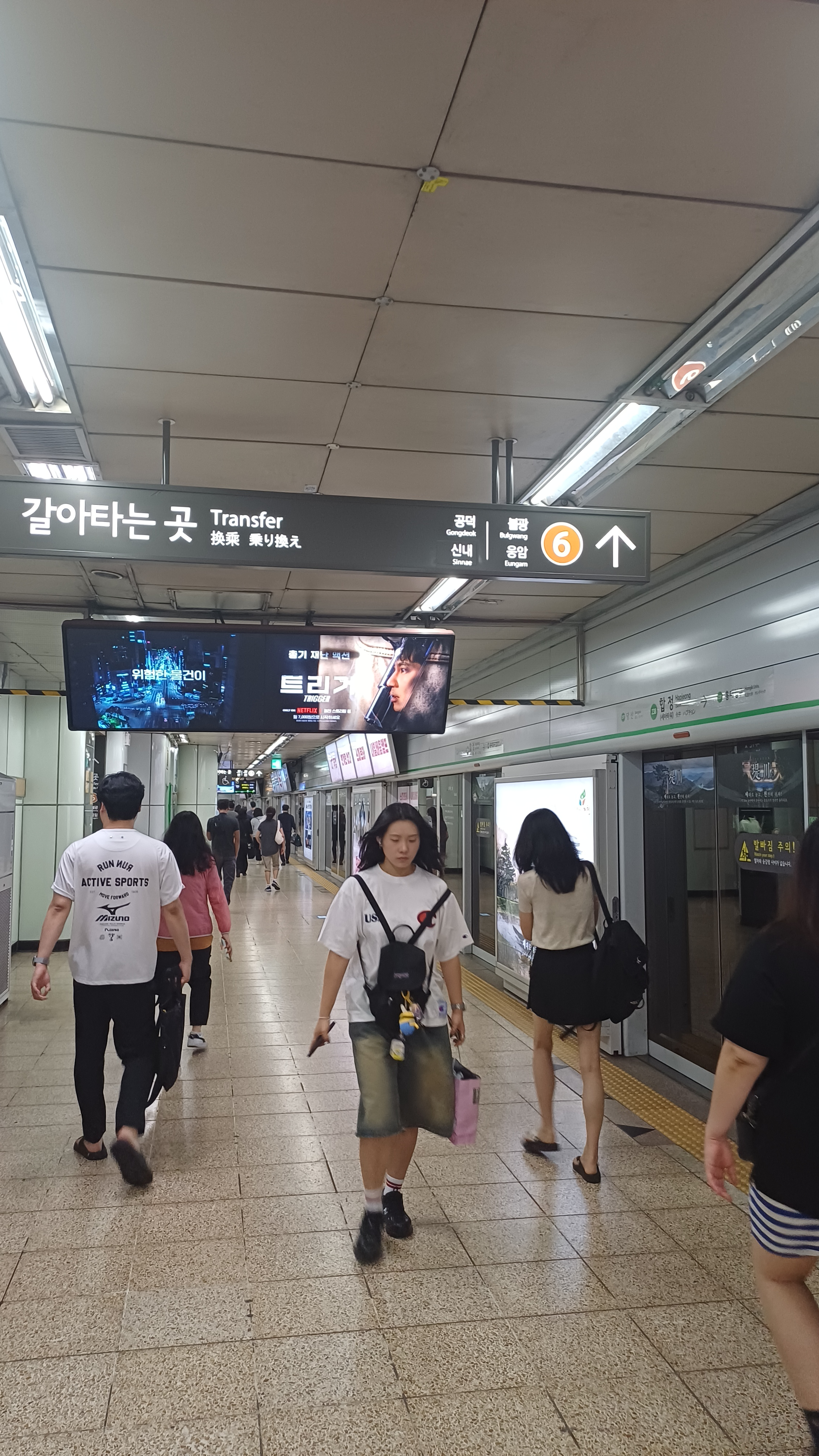
2호선 승강장
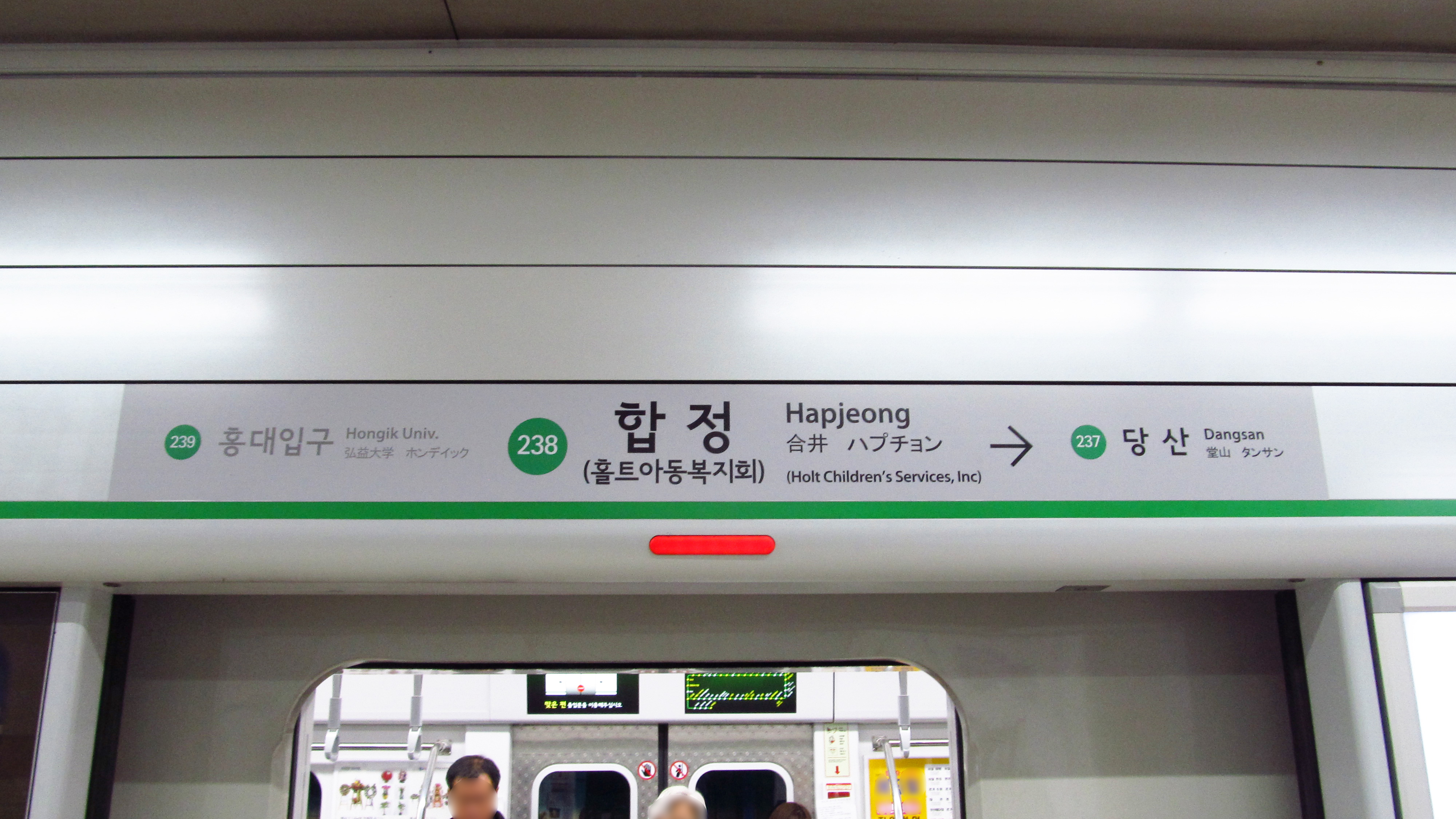
2호선 스크린도어